# Veelcellige braamroest
De veelcellige braamroest (Phragmidium violaceum) is een schimmelsoort van de roesten, die framboos en loganbes infecteert. De hele levenscyclus vindt plaats op dezelfde plantensoort.

## Kenmerken
Spermogonia
De spermogonia zitten in het midden van de vlekken en zijn 30-40 μm hoog.
Aecia
Aan de bovenzijde van de bladeren verschijnen gele of bruinachtige vlekken met een paarse rand. Een enkel aecium heeft een ronde vorm en een diameter van 1 mm. Het met gebogen parafysen omkranste aecium heeft geen peridium en komt ook op de stengels voor.
De bolvormige of ellipsoïde Aeciosporen zijn 19-35 µm groot en hebben een kleurloze wand bedekt met stekels. De stekels zijn 1-1,5 µm hoog, 3-3,5 µm dik en groeien 2,5-5 µm uit elkaar. De kiemporiën zijn diffuus, slecht zichtbaar.De aecidiosporen infecteren de bladeren en stengels en vormen dan uredinia. Gedurende het groeiseizoen treden er steeds nieuwe infectiecycli op door de vorming van nieuwe uredinia.
Uredia
Oranje uredinia wordt gevormd aan de onderkant van de bladeren, onder dezelfde plekken als de acecia. Urediniosporen breed ellipsvormig tot ovaal, 22-32 × 19-24 µm groot. Aan het eind van het groeiseizoen gaan de uredinia uredinioosporen vormen en gaan ze over in telia.
Telia
De telia, die later in het seizoen ontstaan, zijn zwart. De gesteelde, 82 µm lange, donkerbruine teleutosporen bestaan uit 3 tot 5 cellen, die een wrattige wand hebben en aan de top spits zijn.
Phragmidium violaceum overwintert op de stengels met de telia, waarin de teleutosporen gevormd worden. De teleutosporen meten:
- 3-cellig: (58–) 63–70 (–75) × (30–) 32–38 (–40) µm
- 4-cellig: (79–) 82–90 (–100) × (32– ) 33–38 (–40) µm
- 5 cellig: (101–) 103-111 (–115) × (30–) 31–38 (–40) µm

De wand is 5-7 µm dik. Elke cel heeft 2-4 kiemporiën. Teliosporen geplaatst op schachten met een lengte van 95-150 µm met een verlenging van 12-19 µm breed.
Basidia
In het voorjaar kiemen de teleutosporen en vormen ze basidia. De basidiosporen infecteren de bladeren en de jonge stengels, waarna spermogonia gevormd worden.

## Verspreiding
De schimmel komt van nature voor in Europa, Afrika en het Midden-Oosten. Ter bestrijding van wilde bramen is Phragmidium violaceum ingevoerd in Nieuw-Zeeland, Chili en Australië.

## Foto's

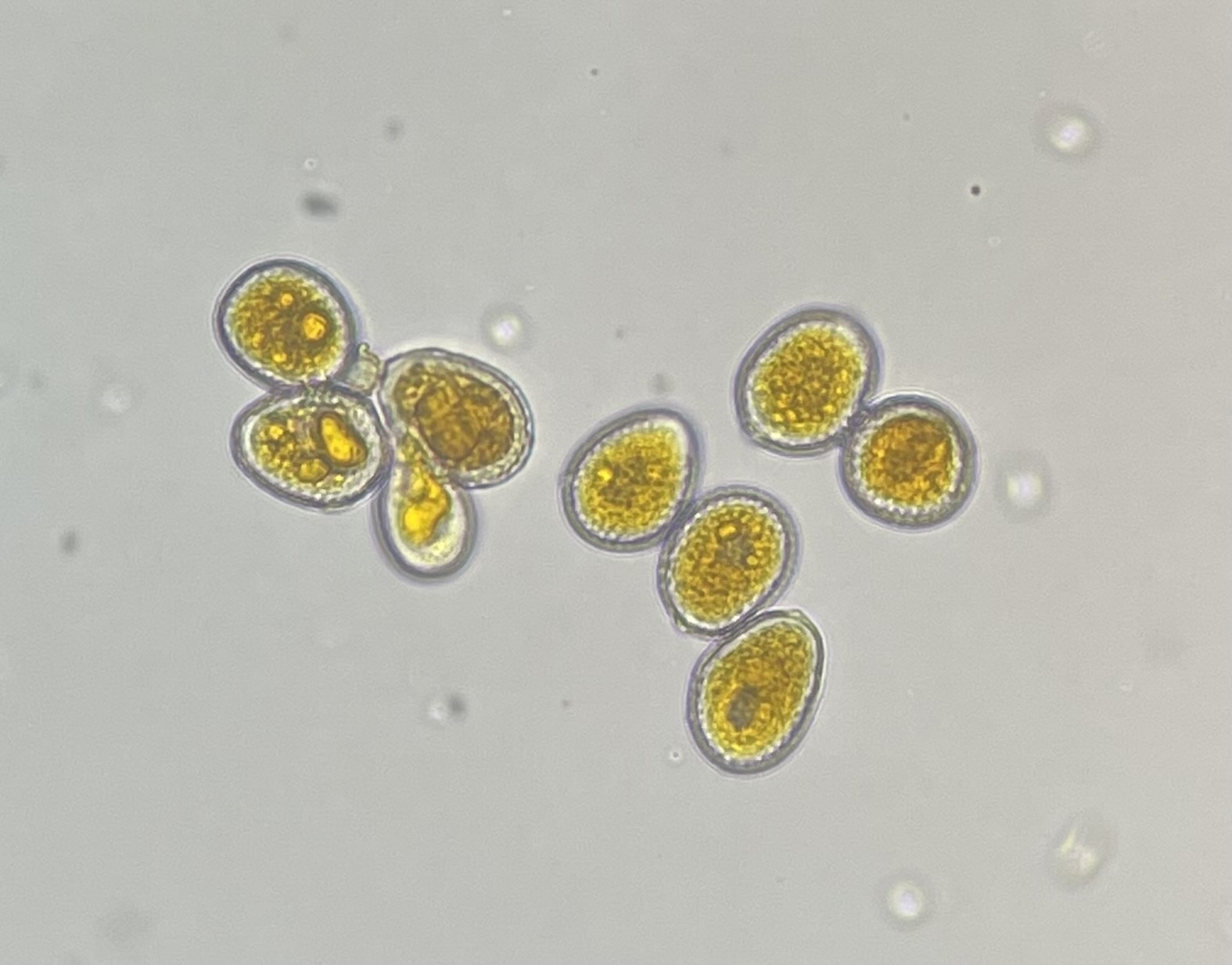
Uredosporen
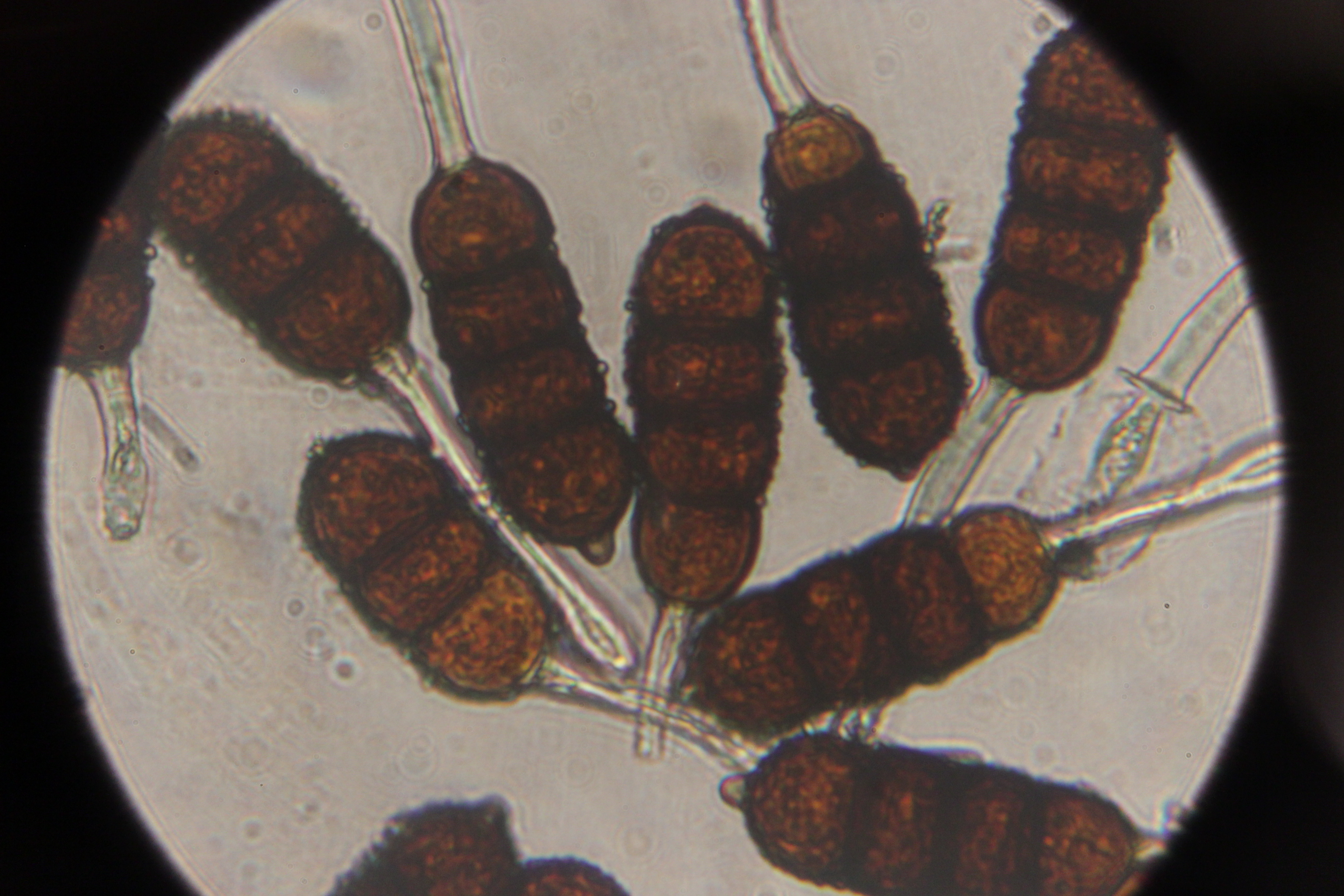
Teliosporen
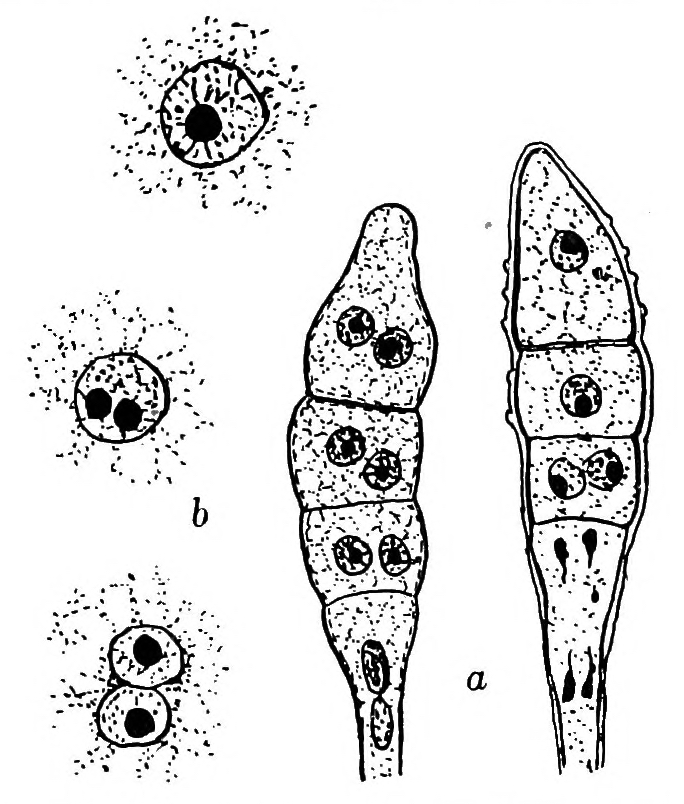
Phragmidium violaceum: a teleutosporen X1080, b fusie van nuclei in teleutospore
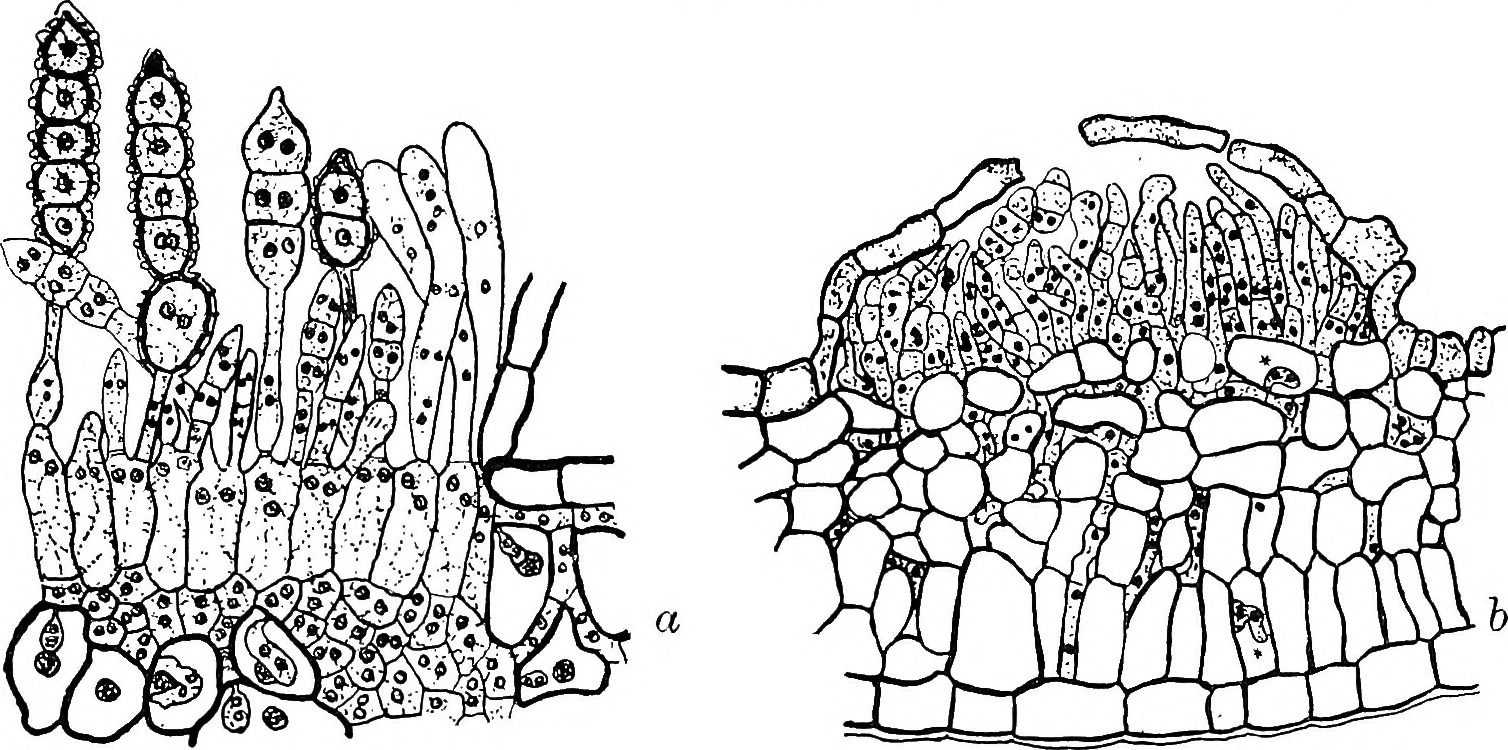
Telia van: a. Phragmidium rubi-idaei; b. Phragmidium violaceum